# Hans-Georg Lorenz
Hans-Georg Lorenz (* 15. April 1943 in Berlin) ist ein deutscher Rechtsanwalt und Politiker (SPD) sowie ehemaliges Mitglied im Abgeordnetenhaus von Berlin.

## Biografie
Hans-Georg Lorenz machte 1963 das Abitur und studierte anschließend Rechtswissenschaften an der FU Berlin.

## Politik
Lorenz trat 1961 in die SPD ein. Im April 1979 wurde er Abgeordneter im Berliner Abgeordnetenhaus bis 2006, als Direktkandidat 2001 im Wahlkreis Spandau 2. Er war von 1982 bis 1987 Kreisvorsitzender der SPD Spandau. Innerhalb der Berliner SPD gehört er dem links orientierten Donnerstagskreis an.
2024 wurde er vom Regierenden Bürgermeister Kai Wegner zum Stadtältesten von Berlin ernannt.